# 神南
神南（じんなん）は、東京都渋谷区の町名。現行行政地名は神南一丁目および神南二丁目。

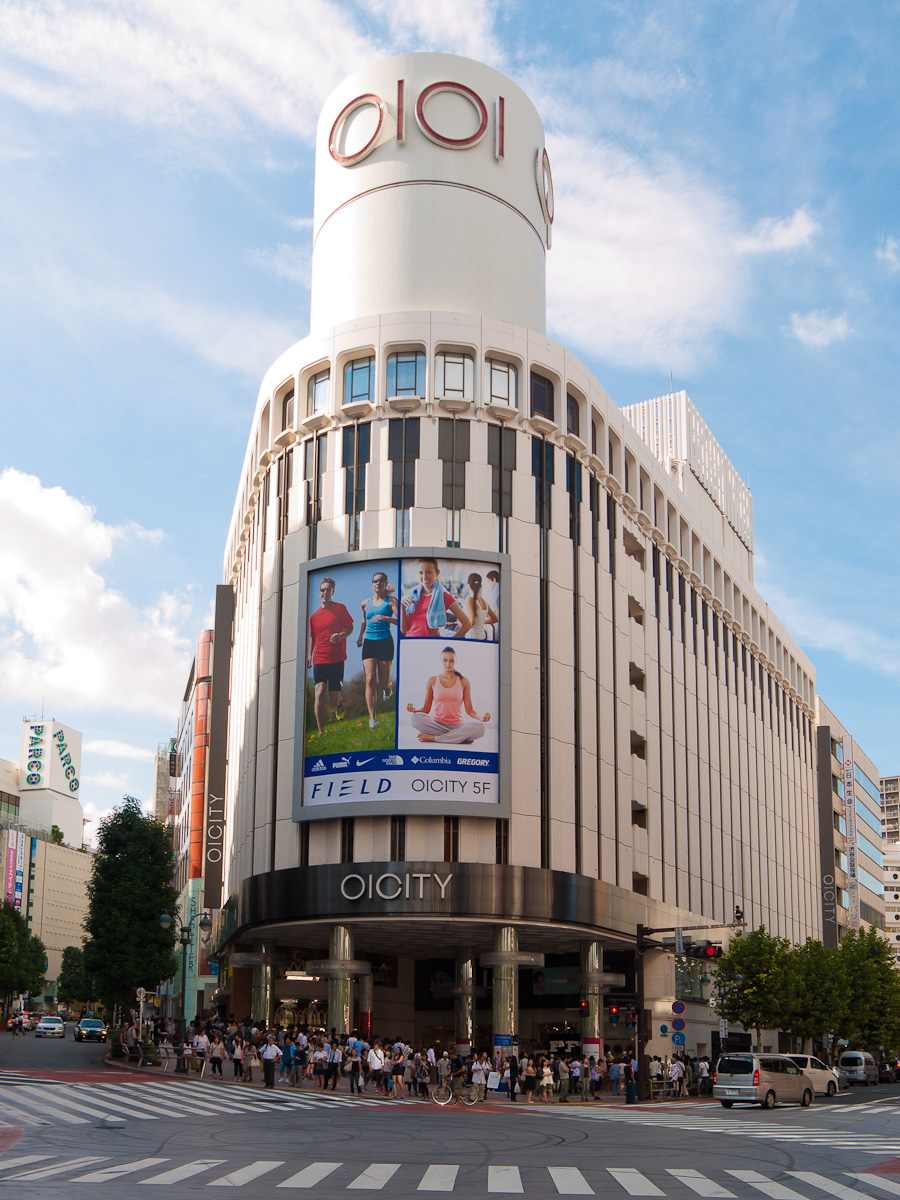
神南一丁目の交差点前に建つ、マルイシティ渋谷店。この写真の建物の左側（西側）が「渋谷公園通り」、右側（東側）が「ファイヤー通り」となる。

1928年に付近の字（前耕地、豊沢、宇田川、深町の一部）が大字として明治神宮の南にあることから神南町（かんなみちょう）が成立。1963年から1970年に住居表示により神山町や神宮前6丁目を分離し、残った部分が現在の神南となる。

## 概要
神南一丁目と神南二丁目からなる。渋谷駅を中心とした渋谷の繁華街の一角を構成する区域で、商業施設や公共施設、雑居ビル等が多く建ち並んでいる。

### 神南一丁目
神南一丁目（じんなん1ちょうめ）は、神南の南東部にある繁華街にあたる。東部は東日本旅客鉄道（JR東日本）の山手線や埼京線などに接し、この線路より東側は渋谷区神宮前（いわゆる原宿と呼ばれる地区）となる。西部は渋谷公園通りに接し、この道路より西側は渋谷区宇田川町となる。南部は繁華街となっており、南端は渋谷スクランブル交差点に接する。北部は神南二丁目に接する。なお、東側の渋谷消防署が面した南北に伸びる道路は、ファイヤー通りとの愛称で親しまれている。ファッションブランドの直営店やセレクトショップの路面店が集積するファッションエリアである。

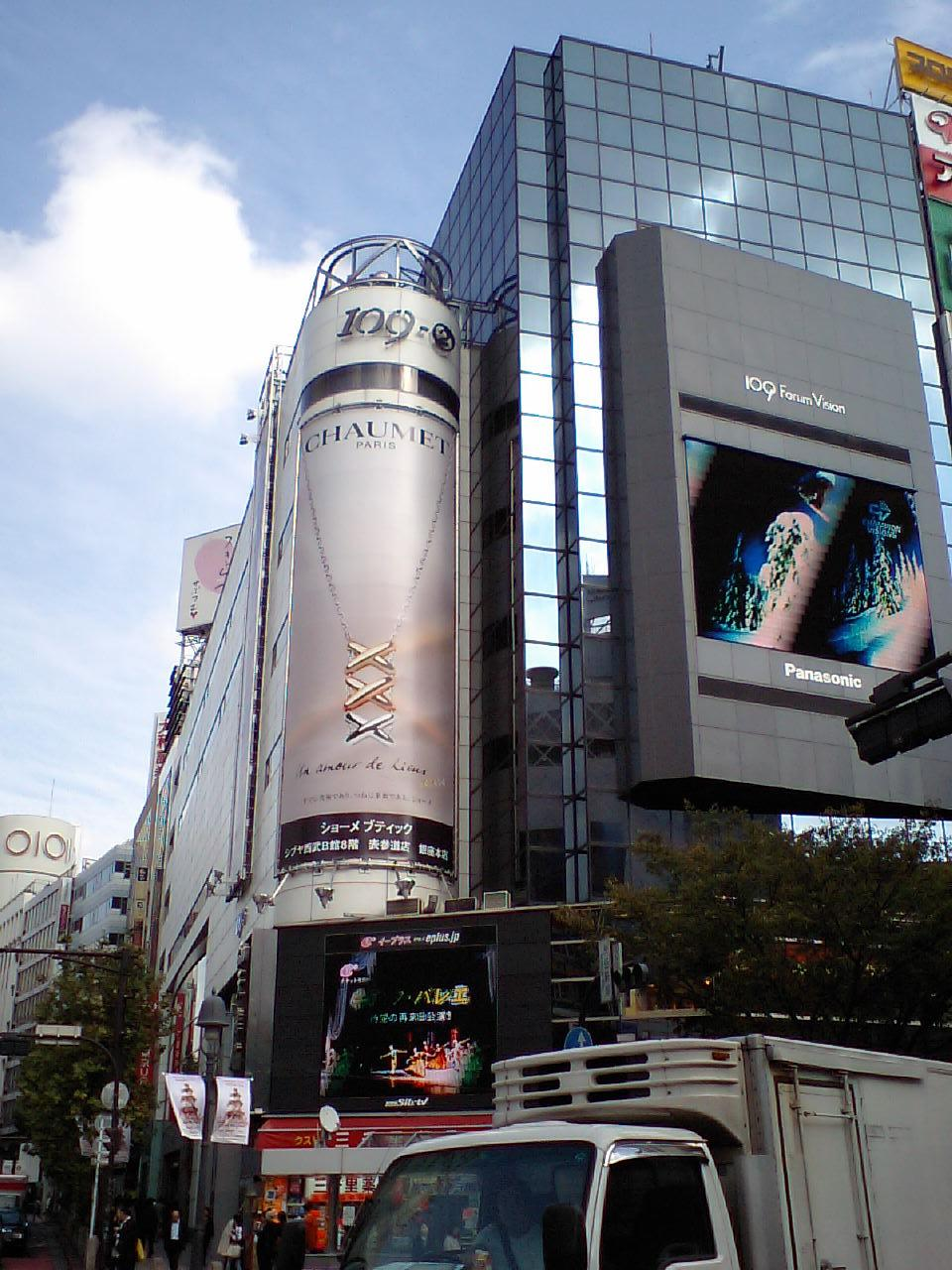
109-2。渋谷スクランブル交差点に面する。左奥に見えるのはマルイジャム。

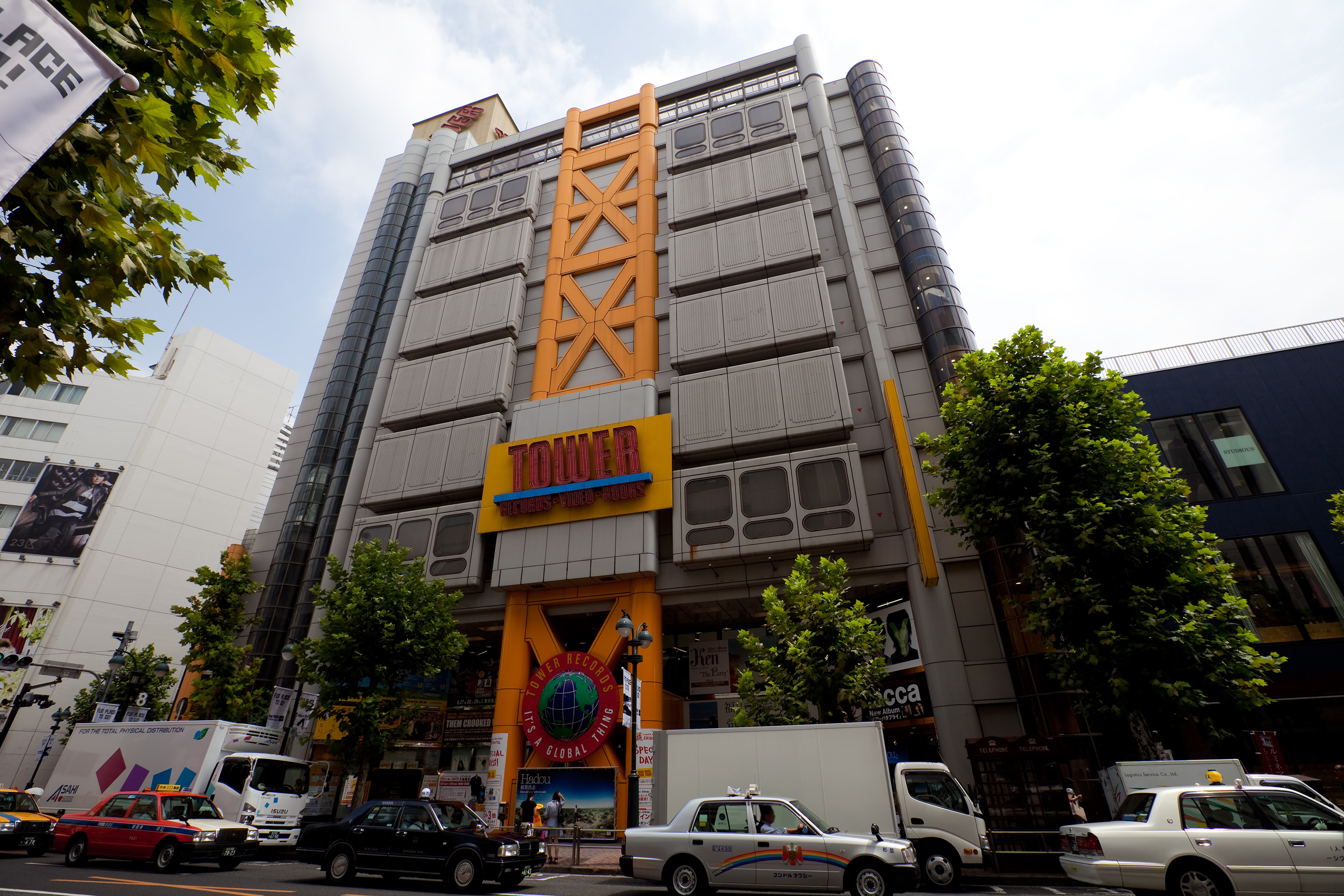
タワーレコード渋谷店。通称「タワレコ」。ファイヤー通り（愛称）に面する。

#### ランドマーク
渋谷の繁華街の一角を担うエリアで、109-2やマルイシティなどの大型のファッションビル、セレクトショップと呼ばれる様々なブティックやテナント、カフェやバーなどの飲食店、各種のオフィスビルなどが建ち並び、昼夜を問わず人が絶えない。
ショップビル
- 109-2 - ファッションビル、愛称は「キューツー」。109MENS。渋谷スクランブル交差点の目の前が109-2となる。
- マルイ (OIOI) - ファッションビル。2015年までマルイジャム (OIOIJAM)
- 渋谷modi - ファッションビル、2015年までマルイシティ (OICITY)
- タワーレコード - CDショップ・書籍など。愛称は「タワレコ」。

公共施設・他
- 渋谷社会保険事務所
- 渋谷労働基準監督署
- 渋谷年金事務所
- 渋谷神南郵便局
- 渋谷勤労福祉会館
- 渋谷消防署
- ハローワーク渋谷 - 公共職業安定所
- マザーズハローワーク東京 - 女性専門の公共職業安定所
- 北谷稲荷神社 - 稲荷神を祀る神社
- シダックスホール - 旧電力館。シダックスが運営するイベントスペース。
- 渋谷区立北谷公園 - Park-PFI制度により運営される公園。園内にはブルーボトルコーヒーのカフェがある。
- かんなみの杜 - 特別養護老人ホーム。「かんなみ」とは「神南」のかつての読み方。

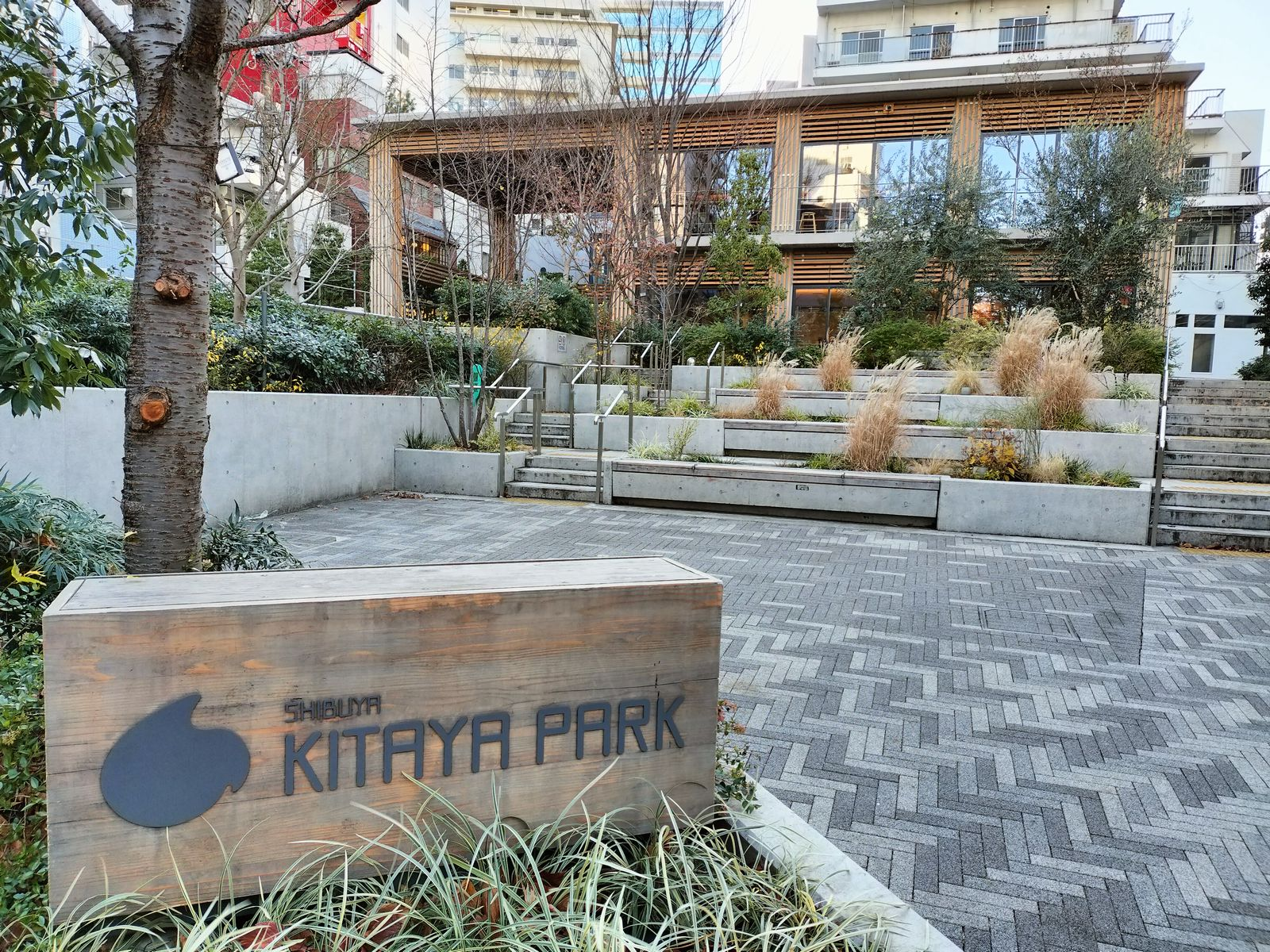
北谷公園
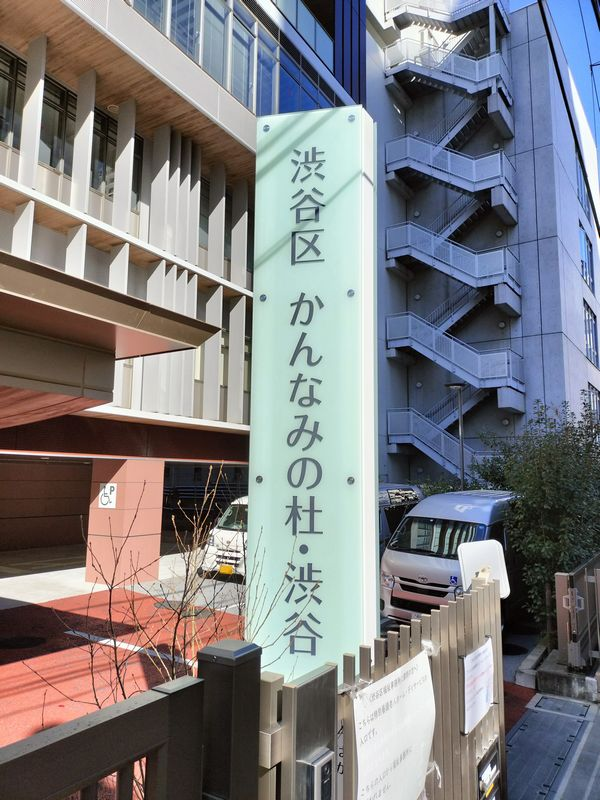
かんなみの杜

#### 最寄駅
乗り入れ路線は下記の通り。
ターミナル駅 渋谷駅
東日本旅客鉄道（JR東日本）渋谷駅：山手線・埼京線・湘南新宿ライン・成田エクスプレス
東急電鉄（東急）渋谷駅：東横線・田園都市線（旧新玉川線）
京王電鉄（京王） 渋谷駅：井の頭線
東京地下鉄（東京メトロ）渋谷駅：銀座線・半蔵門線・副都心線

### 神南二丁目

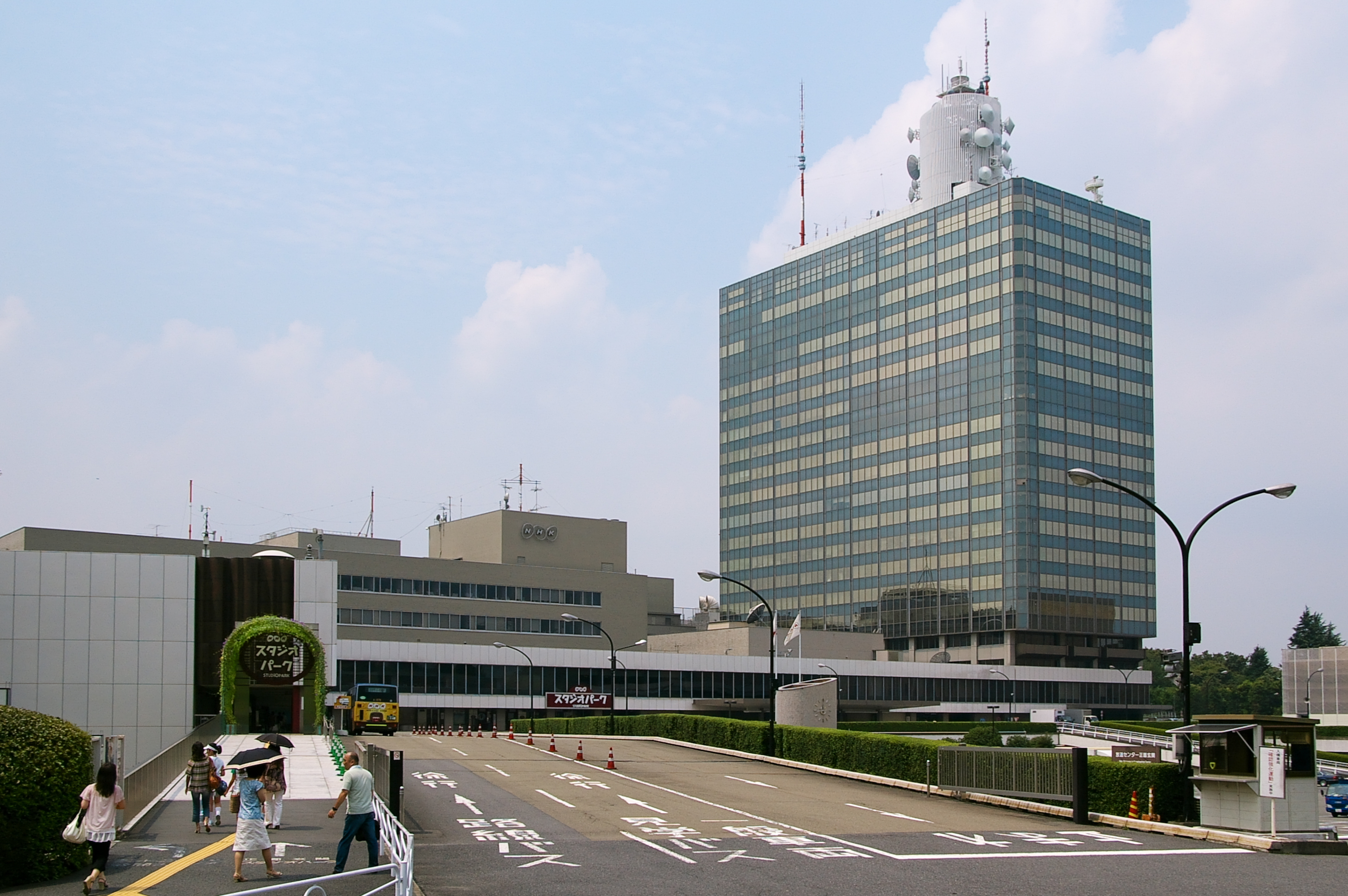
日本放送協会 (NHK) 本部施設
NHK放送センター

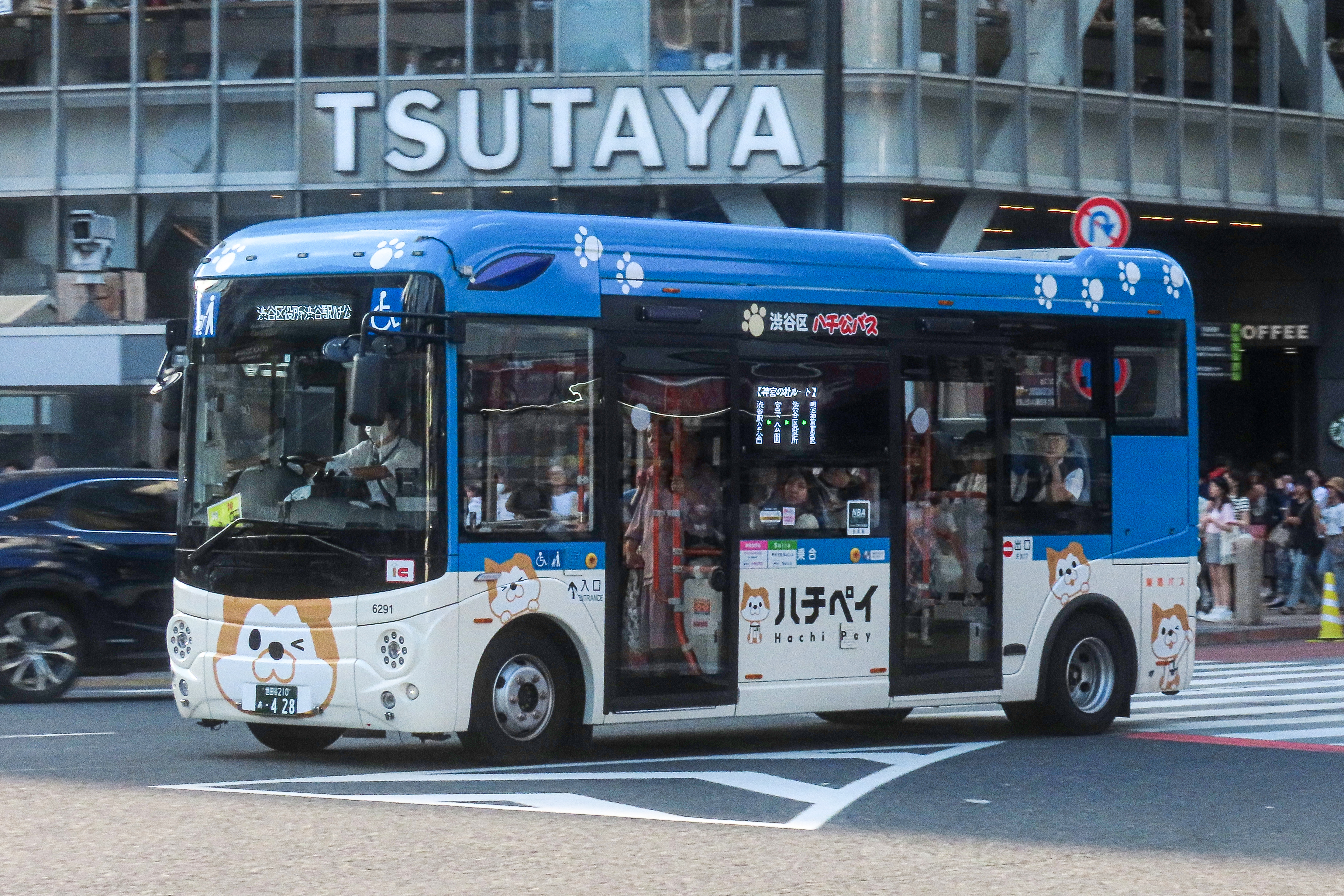
コミュニティバス「ハチ公バス」。写真は、東急バスが運行する「神宮の杜ルート」。渋谷駅ハチ公口を起点に、渋谷区役所や明治神宮（原宿駅）、表参道、青山などを巡る。

神南二丁目（じんなん2ちょうめ）は、神南の北西部に当たる。東部は東日本旅客鉄道（JR東日本）の山手線や埼京線などに接し、この線路より東側は渋谷区神宮前となる。西部は井ノ頭通りに接し、この道路より西側は渋谷区の富ヶ谷や神山町となる。南部は渋谷区の宇田川町や神南一丁目に接する。北部は渋谷区の代々木神園町に接する。かつては陸軍省の代々木練兵場が置かれており、太平洋戦争（大東亜戦争）での日本の敗戦後には占領アメリカ軍の施設、ワシントンハイツとなっていた。

#### ランドマーク（二丁目）
商業施設が建ち並ぶ繁華街の神南一丁目とは異なり、広大なスペースを活用して大規模なスポーツ大会やイベントなどを開催するための公共施設が多く建ち並んでいる。
- NHK放送センター - 日本放送協会 (NHK) の本部やNHKホールなど。放送業界における「神南」はNHK放送センターの通称。
- 国立代々木競技場 - 日本スポーツ振興センターの管理するスポーツ施設。通称は「代々木体育館」。
- 代々木公園 - 東京都建設局の管理する公園

#### 最寄駅（二丁目）
- 渋谷駅 - 神南一丁目の最寄駅を参照のこと。
- 原宿駅 - 代々木体育館などは、原宿駅からの方が近い。

## 歴史
1928年（昭和3年）、東京府渋谷町上渋谷の前耕地・豊沢・宇田川・深町の一部などを合併し、明治神宮の南側に位置したことから、神南町と命名して誕生した。命名は「かんなみ」であったが、戦後に「じんなん」と読み替えられた。1970年（昭和45年）、住居表示の実施に伴う町名整理により現在の神南一丁目と神南二丁目になっている。

## 道路の愛称
神南一丁目は、西側にある宇田川町や道玄坂と共に渋谷駅を中心とした繁華街になっている。1970年代から1980年代にかけて大型のファッションビルや中小規模のセレクトショップが次々に開業したことなどを端緒に、渋谷は最先端の流行や若者文化を発信するエリアとなり、自然発生的に愛称（通称）で呼ばれる道路が誕生するようになった。
フィンガーアベニュー、コルネット通り、イエローストリート（フランス坂、バスティーユ通り）については、自然発生的な愛称であり、由来や誕生した時期をはっきりと特定することはできない。いずれも1980年代頃から、口コミの拡散やファッション雑誌の紹介などで知られるようになったものである。

### 渋谷公園通り
神南一丁目の西側にある道路で、南から北へ向かって登る緩やかな坂道。旧称は渋谷区役所通りであったが、1973年に宇田川町のパルコ渋谷店が開業する際に渋谷区役所通商店街などの発案で現在の渋谷公園通りに改称された。

### プチ公園通り
神南一丁目の中央にある路地で、南から北へ向かって登る緩やかな坂道。西側にある渋谷公園通りとほぼ並走していることに因んで、1980年代頃からこの愛称で呼ばれるようになった。なお、プチ公園通り周辺のエリアはパークアベニューとの愛称で呼ばれる。

### ファイヤー通り
神南一丁目の東側にある道路で、南から北へ向かう道路。渋谷消防署が建っていることに因んで、1980年代頃からこの愛称で呼ばれるようになった。

### フィンガーアベニュー
フィンガーアベニューは、東京都渋谷区神南一丁目にある道路の愛称（通称）である。東側の渋谷神南郵便局前交差点から、西側の勤労福祉会館（パルコ渋谷店PART-1）前交差点へ登る、緩やかな坂道である。

### コルネット通り
コルネット通りは、東京都渋谷区神南一丁目にある道路の愛称（通称）である。コルネットストリートとも呼ばれる。東側の渋谷消防署の南側から、渋谷区高齢者ケアセンターや渋谷社会保険事務所の傍を通り、西側の渋谷区役所前交差点へ登る、緩やかな坂道である。

### イエローストリート
イエローストリートは、東京都渋谷区神南一丁目にある道路の愛称（通称）である。イエロー通りとも呼ばれるが、その他にフランス坂やバスティーユ通りとも呼ばれる。東側の渋谷消防署の北側から、ハローワーク渋谷の傍を通り、西側の渋谷区役所前交差点へ登る、緩やかな坂道である。

## 世帯数と人口
2024年（令和6年）12月1日現在（渋谷区発表）の世帯数と人口は以下の通りである。なお、二丁目が秘匿のため、省略とする。
| 丁目       | 世帯数  | 人口  |
| ---------- | ------- | ----- |
| 神南一丁目 | 483世帯 | 695人 |

### 人口の変遷
国勢調査による人口の推移。
| 年                 | 人口 |
| ------------------ | ---- |
| 1995年（平成7年）  | 330  |
| 2000年（平成12年） | 443  |
| 2005年（平成17年） | 472  |
| 2010年（平成22年） | 503  |
| 2015年（平成27年） | 520  |
| 2020年（令和2年）  | 671  |

### 世帯数の変遷
国勢調査による世帯数の推移。
| 年                 | 世帯数 |
| ------------------ | ------ |
| 1995年（平成7年）  | 150    |
| 2000年（平成12年） | 258    |
| 2005年（平成17年） | 269    |
| 2010年（平成22年） | 339    |
| 2015年（平成27年） | 360    |
| 2020年（令和2年）  | 442    |

## 学区
区立小・中学校に通う場合、学区は以下の通りとなる（2023年3月時点）。
| 丁目       | 番地              | 小学校             | 中学校             | 調整区域による変更可能校                  |
| ---------- | ----------------- | ------------------ | ------------------ | ----------------------------------------- |
| 神南一丁目 | 10〜11番 22〜23番 | 渋谷区立神南小学校 | 渋谷区立松濤中学校 | 渋谷区立神宮前小学校 渋谷区立常磐松小学校 |
| 神南一丁目 | その他            | 渋谷区立神南小学校 | 渋谷区立松濤中学校 |                                           |
| 神南二丁目 | 全域              | 渋谷区立神南小学校 | 渋谷区立松濤中学校 |                                           |

## 事業所
2021年（令和3年）現在の経済センサス調査による事業所数と従業員数は以下の通りである。
| 丁目       | 事業所数  | 従業員数 |
| ---------- | --------- | -------- |
| 神南一丁目 | 623事業所 | 10,043人 |
| 神南二丁目 | 32事業所  | 7,608人  |
| 計         | 655事業所 | 17,651人 |

### 事業者数の変遷
経済センサスによる事業所数の推移。
| 年                 | 事業者数 |
| ------------------ | -------- |
| 2016年（平成28年） | 880      |
| 2021年（令和3年）  | 655      |

### 従業員数の変遷
経済センサスによる従業員数の推移。
| 年                 | 従業員数 |
| ------------------ | -------- |
| 2016年（平成28年） | 20,966   |
| 2021年（令和3年）  | 17,651   |

## その他

### 日本郵便
- 郵便番号 : 150-0041[3]（集配局 : 渋谷郵便局[21]）。

（ただし、NHK（神南2）は150-8001）。